# أبو شوارب (قرية)
أبو شوارب قرية تابعة لمركز السادات في محافظة المنوفية في جمهورية مصر العربية.